# Carl Gustaf Marschalck
Carl Gustaf Marschalck, född 13 september 1660 i Bremen, död 6 november 1726, var en svensk friherre och militär.
Carl Gustaf Marschalck var son till ridderskapspreses Jurgen Marschalck och Sophia Elisabeth von Fraenking samt bror till Franz Christian Marschalck. Han blev löjtnant vid garnisonsregementet i Stade, kapten vid Buddenbrocks svenska regemente i Nederländerna, som sändes som hjälptrupper mot Frankrike, 1688 och överstelöjtnant 1695. Marschalck tog avsked 1698, men återinträdde 1700 i militärtjänsten som överstelöjtnant vid Bremiska dragonregementet. Han blev överste 1702 och var 1702–1715 regementschef för Verdiska dragonregementet. År 1710 befordrades han till generalmajor, upphöjdes 1711 till friherre men tog aldrig introduktion på riddarhuset. År 1713 blev Marschalck generallöjtnant, blev fången i kapitulationen i Tönningen men återkom till Sverige samma år. År 1715 blev han åter fången i slaget vid Stresow. Marschalck erhöll avsked ur militärtjänsten 1720.